# 沈阳体育学院
沈阳体育学院，是辽宁省沈阳市的一所体育类高等院校。

## 历史沿革
1954年成立东北体育学院，由中央人民政府体育运动委员会和东北人民政府举办。校址确定在沈阳北陵原东北大学体育场旧址周围区域。1956年更名沈阳体育学院。1958年划转辽宁省政府领导，由辽宁省体育运动委员会主管。
1960年设立体育系和运动系。其后运动系划出学院建制，改称沈阳体育学院分院。1985年正式改称辽宁省运动技术学院。
1980年1月隶属国家体育运动委员会，设立附属竞技体校。2001年3月实行国家体育总局与辽宁省人民政府共建、以省人民政府为主的管理体制；采用省体育局与教育厅共管，以省体育局为主的管理方式。

## 院系设置
- 体育教育系
- 运动训练系
- 社会体育系
- 民族传统体育系
- 运动人体科学系
- 人文科学系
- 管理系
- 体育艺术系